# Julius Robert Hohl
Julius Robert Hohl (* 24. August 1835 in Heiden; † 9. Januar 1916 in Herisau; heimatberechtigt in Wolfhalden) war ein Schweizer Textilunternehmer, Gemeindepräsident, Kantonsrat und Regierungsrat aus dem Kanton Appenzell Ausserrhoden.

## Leben
Julius Robert Hohl war ein Sohn von Johann Jakob Hohl, Arzt, Maria Magdalena Rufli. Er war verheiratete mit Wilhelmine Lutz. Hohl besuchte die Realschule in St. Gallen und absolvierte eine kaufmännische Ausbildung in Bühler. Ab 1859 war er in Herisau. Dort betätigte er sich als Stickereifabrikant und betrieb von 1890 bis zum Tod eine Heilmittelfirma. 
Ab 1875 bis 1880 amtierte er als Gemeindehauptmann in Herisau. Von 1880 bis 1884 hatte er das Amt des Oberrichters inne. Ab 1875 bis 1901 gehörte er dem Ausserrhoder Grossrat bzw. Kantonsrat an. Von 1894 bis 1901 amtierte er als Regierungsrat. Er war ein Förderer des Schützenwesens.